# Monjayaki

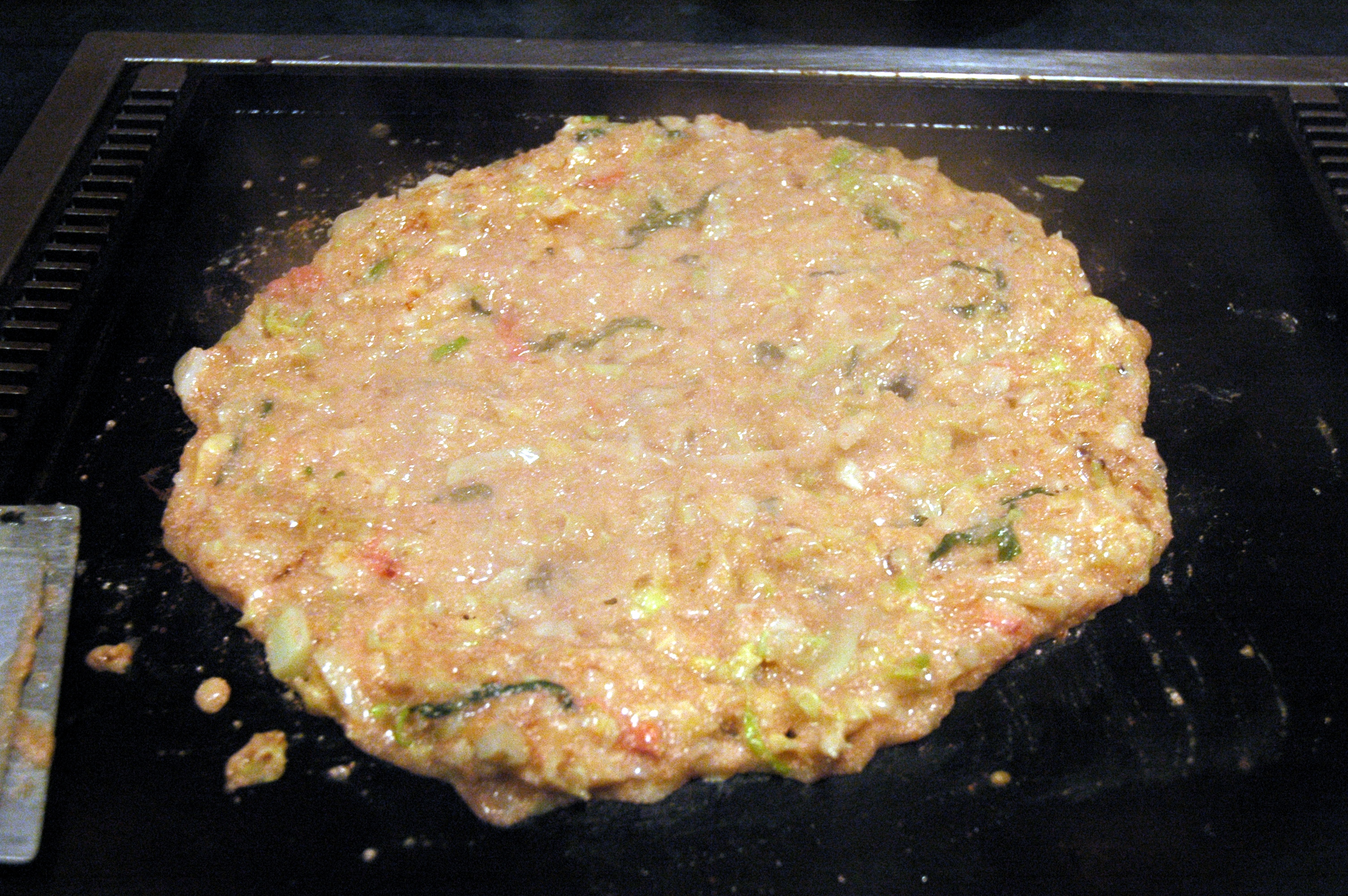
Monjayaki a punt per a ser consumit.

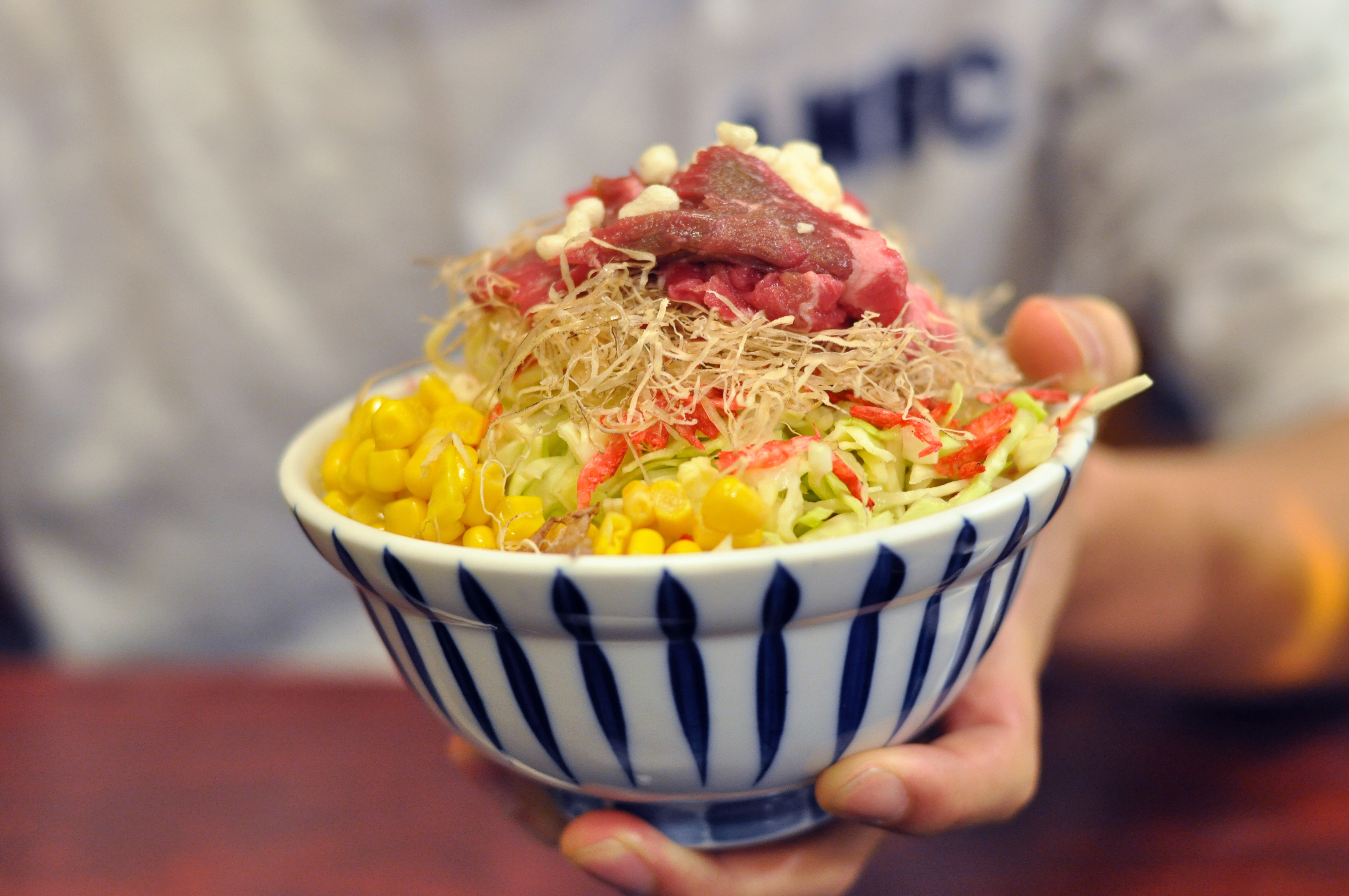
Monjayaki servit.

El monjayaki (もんじゃ焼き) (,'monjayaki''), sovint dit simplement monja, és un tipus d'empanada japonesa fregida en paella amb diversos ingredients. És semblant al okonomiyaki, però aquesta especialitat de la regió de Kantō, es fa amb una pasta molt més líquida. Els ingredients es piquen finament i es barregen amb la pasta abans de fregir. La mescla és molt més fluida que la del okonomiyaki, i té una consistència semblant a la del formatge fos quan es cuina. Es menja directament de la planxa usant una petita espàtula de metall. Hi ha molts bons restaurants de monjayaki en el districte Tsukishima de Tòquio, la major part dels quals serveixen també okonomiyaki.